# Социјална компарација
Социјална компарација је сложени когнитивно-емоционални процес у којем се, на основу неког критеријума (способности, вештине, мишљења и ставова других људи), доноси суд о властитим способностима, ставовима и цртама. Потреба за социјалном компарацијом постаје снажна нарочито у ситуацији сумње у себе самога и кризе идентитета, која се јавља у кризним периодима и трауматским ситуацијама.